# Mosopia eudoxusalis
Mosopia eudoxusalis là một loài bướm đêm trong họ Noctuidae.